# Тарквинии (род)

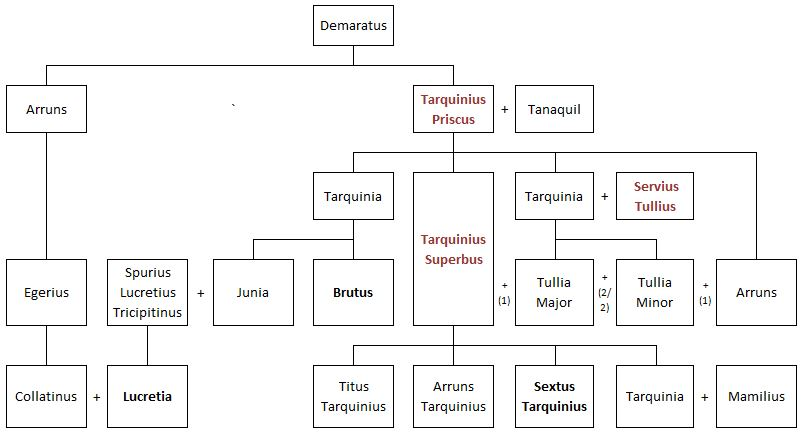

Таркви́нии (лат. Tarquinii, от Tarquinius) — в Древнем Риме семейный род этрусского происхождения, из которого происходили два царя:
- Луций Тарквиний Приск, либо Тарквиний Древний (лат. Lucius Tarquinius Priscus) — пятый царь Древнего Рима. Правил с 616 по 579 год до н. э.
- Луций Тарквиний Гордый (лат. Lucius Tarquinius Superbus или Тарквиний II) — согласно римскому преданию, последний, седьмой царь Древнего Рима в 534—509 г. до н. э. Был известен своей тиранией и изгнан из Рима.

Первоначально род назывался Тарквиции (лат. Tarquitii).